# Сеай
Сеа́й (фр. Séailles) — коммуна во Франции, находится в регионе Юг — Пиренеи. Департамент — Жер. Входит в состав кантона Оз. Округ коммуны — Кондом.
Код INSEE коммуны — 32423.

## География

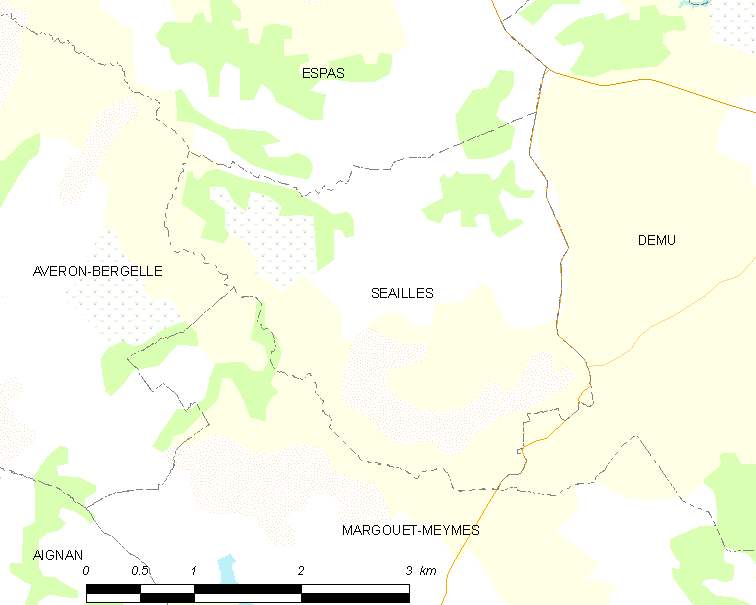
Карта коммуны

Коммуна расположена приблизительно в 600 км к югу от Парижа, в 110 км западнее Тулузы, в 40 км к западу от Оша.
На юго-западе коммуны протекает река Дуз.

## Климат
Климат умеренно-океанический. Лето жаркое и немного дождливое, температура часто превышает 35 °С. Зимой часто бывает отрицательная температура и ночные заморозки. Годовое количество осадков — 700—900 мм.

## Население
Население коммуны на 2010 год составляло 67 человек.
| 1962 | 1968 | 1975 | 1982 | 1990 | 1999 | 2010 |
| ---- | ---- | ---- | ---- | ---- | ---- | ---- |
| 82   | 84   | 68   | 62   | 72   | 64   | 67   |

## Администрация
| Период | Период | Фамилия      | Партия | Примечания |
| ------ | ------ | ------------ | ------ | ---------- |
| 2001   | 2020   | Ален Рикордо |        |            |

## Экономика
В 2010 году среди 46 человек трудоспособного возраста (15-64 лет) 32 были экономически активными, 14 — неактивными (показатель активности — 69,6 %, в 1999 году было 58,1 %). Из 32 активных жителей работали 31 человек (17 мужчин и 14 женщин), безработным был 1 мужчина. Среди 14 неактивных 1 человек был учеником или студентом, 11 — пенсионерами, 2 были неактивными по другим причинам.